# Johann Georg Alberti
Johann Georg Alberti (* 1644; † 1722) war ein Dortmunder Organist und Orgelbauer.

## Leben
Die Orgelbauerfamilie stammt aus Hattingen. Bereits der Großvater Peter Alberti († 1670), Organist in Hattingen, und der Vater Albertus Alberti (1614–1670) hatten Orgeln gebaut. Als der Vater 1640 Organist an der Dortmunder Reinoldikirche wurde, richtete er auch seine Werkstatt in Dortmund ein, die der Sohn als Nachfolger nach dem Tod seines Vaters übernahm.
Johann Georg Alberti baute verschiedene Orgeln in Westfalen, u. a. in Witten (1696) und in Wellinghofen. Dort ist noch der Vertrag aus dem Jahre 1709 erhalten, der den Nachbau der gelungenen Wittener Orgel für 320 Taler vorsieht.

## Werkliste (Auswahl)
| Jahr | Ort                      | Gebäude                          | Bild | Manuale | Register | Bemerkungen |
| ---- | ------------------------ | -------------------------------- | ---- | ------- | -------- | --- |
| 1694 | Bodelschwingh            | Schlosskirche                    |      |         |          | 1890 ersetzt |
| 1696 | Witten                   | Ev. Johanniskirche               |      |         |          | |
| 1699 | Dinker                   | St. Othmar                       |      |         |          | 1753 an die Ev. Pfarrkirche in Rhynern verkauft. Orgelwerk von Alfred Führer (1973) mit neuem Untergehäuse. Der Orgelprospekt gilt als außergewöhnlich schön. |
| 1705 | Eichlinghofen            | St. Margareta                    |      |         |          | 195 Pfeifen aus dem Ursprungsinstrument sind erhalten und die Orgel steht unter Denkmalschutz. Im Sommer 2004 erfolgte eine erneute Restaurierung, bei der eine Dokumentation des historischen Pfeifenbestandes vorgenommen wurde. Auch die Spielbarkeit wurde durch den Einbau zweier neuer Manualklaviaturen wesentlich verbessert. |
| 1709 | Wellinghofen             | Alte Kirche Wellinghofen         |      |         |          | umgebaut erhalten |
| 1711 | Blankenstein (Hattingen) | Evangelische Kirche Blankenstein |      |         |          | Prospekt erhalten, dahinter Orgelwerk von Hermann Eule Orgelbau Bautzen (1975) |
| 1713 | Meinerzhagen             | Jesus-Christus-Kirche            |      |         |          | 1721 erweitert; 1902 abgebrochen |